# نقاره‌کوب جدید
نقاره‌کوب جدید یکی از روستاهای استان آذربایجان شرقی است که در دهستان قشلاق بخش فندقلو شهرستان اهر واقع شده‌است.این روستا ۳۱۴ نفر جمعیت دارد.